# Illes Esparses de l'Oceà Índic

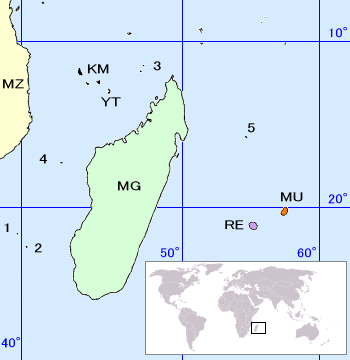
Illes Esparses:
• 1 : Bassas da India • 2 : Illa Europa
• 3 : Illes Glorioses • 4 : Illa Juan de Nova
• 5 : Tromelin
(Altres:)

Les illes Esparses de l'oceà Índic (en francès îles Éparses de l'océan Indien) són un conjunt d'illes al voltant de Madagascar, a l'oceà Índic, agrupades sota un estatus especial de l'administració francesa. Són les següents:
- Al canal de Moçambic:
  - Bassas da India, és un atol en formació.
  - Illa Europa, de 28 km², situada a 500 km de la costa africana.
  - Illa Juan de Nova, de 4,4 km², situada a 600 km al sud-oest de Mayotte.
  - Illes Glorioses, situades al nord-est de les Comores.
- A les illes Mascarenyes,[3] al nord de la Reunió:
  - Tromelin, d'1 km², és habitada per 17 meteoròlegs.[4]

Les illes no tenen una població permanent, només militar i científica. Existeixen diverses instal·lacions meteorològiques i especialment la de Tromelin és important per la supervisió dels ciclons que afecten Madagascar, la Reunió i Maurici. Totes elles estan classificades com a reserves naturals.
Sota l'autoritat del ministre francès d'ultramar, des de 1960 l'administració estava a càrrec del prefecte de la Reunió. El gener del 2005 va passar a l'administrador general de les Terres Australs i Antàrtiques Franceses, amb seu a la Reunió.